# Il lepre vendicativo
Il lepre vendicativo (The Heckling Hare) è un film del 1941 diretto da Tex Avery. È un cortometraggio d'animazione della serie Merrie Melodies, prodotto dalla Leon Schlesinger Productions e uscito negli Stati Uniti il 5 luglio 1941. È il penultimo cortometraggio Warner Bros. in ordine di uscita diretto da Avery, e l'ultimo in ordine di realizzazione. È noto per il suo finale brusco, risultato di una disputa di Avery con il produttore Leon Schlesinger al termine della produzione. È stato distribuito anche coi titoli Un diavolo di coniglio e, dal 1996, Volo a caduta libera.

## Trama
Mentre sta andando a caccia, Willoughby si imbatte nella tana di Bugs Bunny. Il coniglio è però molto più intelligente di lui e gli gioca numerosi scherzi. Dopo averlo distratto grazie a uno stratagemma, lo tramortisce con una mazza e va a nuotare nel lago. Willoughby lo insegue in acqua e, dopo aver sbattuto su un tronco, ne esce esausto con Bugs sulla schiena. Quando Willoughby se ne accorge, Bugs scappa attraverso un buco su un albero. Il cane cerca di afferrarlo alla cieca attraverso il buco e Bugs gli dà un pomodoro, che Willoughby schiaccia con la zampa. Convinto di aver disintegrato Bugs, Willoughby si dispera e porta dei fiori alla sua tana. Ma Bugs esce dalla tana, prende i fiori e lo bacia in bocca. Willougby entra allora nella tana scavando in verticale, ma si ritrova in aria essendo l'entrata della tana ubicata su un altissimo burrone. Riuscito a risalire, Willoughby si allontana distrattamente e cade proprio dal ciglio del burrone. Bugs lo osserva cadere ma, tornando indietro, cade nel buco scavato dal cane. Entrambi cadono abbracciati per molti metri, fino a che non frenano atterrando dolcemente e Bugs dice "Ve l'abbiamo fatta stavolta, eh?".

## Distribuzione

### Edizione italiana
Il corto fu distribuito nei cinema italiani il 19 maggio 1949 coi titoli La lepre e il cane e Rosicchio e il cane; il doppiaggio fu eseguito direttamente negli Stati Uniti. Fu poi rieditato dalla DEAR Film l'8 giugno 1962, in inglese sottotitolato, nel programma La cavalcata dei dodici, col titolo Il lepre vendicativo. Fu ridoppiato per la televisione nel 1996 dalla Angriservices Edizioni, sotto la direzione di Renzo Stacchi su dialoghi di Giorgio Tausani. Non essendo stata registrata una colonna internazionale, in entrambi i doppiaggi fu sostituita la musica presente durante i dialoghi.

### Edizioni home video

#### VHS
America del Nord
- Bugs Bunny Classics (7 marzo 1989)
- The Very Best of Bugs (1990)
- The Golden Age of Looney Tunes Volume 7: Bugs Bunny by Each Director (1992)
- Looney Tunes: The Collector's Edition - Tex-Book Looney (giugno 2000)

#### Laserdisc
- Bugs Bunny Classics (1990)
- The Golden Age of Looney Tunes (11 dicembre 1991)

#### DVD
Il corto fu pubblicato in DVD-Video in America del Nord nel primo disco della raccolta Looney Tunes Golden Collection: Volume 2 (intitolato Bugs Bunny Masterpieces) distribuita il 2 novembre 2004, dove è visibile anche con un commento audio di Greg Ford; il DVD fu pubblicato in Italia il 16 marzo 2005 nella collana Looney Tunes Collection, col titolo Bugs Bunny: Volume 2. Fu poi incluso nel primo disco della raccolta DVD Looney Tunes Spotlight Collection Volume 8, uscita in America del Nord il 13 maggio 2014.

## Casi mediatici
Il 2 luglio 1941, tre giorni prima dell'uscita del film, The Hollywood Reporter pubblicò un trafiletto in cui riferiva che Avery era stato sanzionato con quattro settimane di sospensione non retribuita dopo che, il giorno prima, se ne era andato dallo studio a seguito di una lite con Schlesinger, il quale aveva insistito nel tagliare 12 metri di pellicola dal film. La trascrizione dei dialoghi del film conservata nella collezione della United Artists presso la Wisconsin Historical Society mostra che, dopo la battuta finale di Bugs, era previsto che Willoughby la ripetesse e che Bugs dicesse "Well! Here we go again!" (Bene! Ci risiamo!), seguito da una seconda caduta dei due personaggi e da una ripetizione della stessa scena, per un totale di tre cadute. La versione del cartone che è stata distribuita, invece, presenta una dissolvenza a nero mentre Willoughby risponde. Il motivo della censura non fu mai chiarito; è stato ipotizzato che Schlesinger fosse contrario a un finale in cui la nuova star dello studio moriva, o che la frase "Here we go again" ricordasse troppo il finale di una barzelletta sporca dell'epoca. Comunque Avery non tornò più allo studio, e due mesi dopo firmò un contratto quinquennale con la Metro-Goldwyn-Mayer. Sebbene non sia mai stato confermato ufficialmente da Avery, l'inchiostratrice Martha Sigall affermò che la lite sarebbe stata il motivo per cui il regista aveva lasciato lo studio definitivamente. Nella versione trasmessa sulle reti di proprietà della Turner Broadcasting System, il "sì" finale di Willoughby è stato rimosso per rendere meno evidente il taglio.